# Tăușoare-Höhle
Die Tăușoare-Höhle (rumänisch Peștera Izvorul Tăușoarelor) liegt in der Nähe der Gemeinde Telciu in Rumänien, im Rodna-Gebirge im Kreis Bistrița-Năsăud auf etwa 950 Metern über dem Meeresspiegel. Sie ist 19 Kilometer lang und reicht mit ihrer tiefsten Stelle bis auf 413,5 Meter unter die Erdoberfläche hinab.
Die Höhle wurde im Jahr 1955 von dem Lehrer Leon Bârte aus Parva entdeckt. Sie ist nach dem Fluss Izvorul Tăușoarelor benannt, der sich unweit der Höhle befindet.

## Bedeutung
Die Höhle ist ein Naturdenkmal und Teil des Komplexes Tăușoare-Zalion. Die Höhle hat sich in Kalkstein gebildet. Sie ist mit 425 Metern Höhenunterschied die tiefste Höhle Rumäniens und gilt daher als schwierig zu begehen. Zutritt ist nur Spezialisten zur Erforschung gestattet; der Allgemeinheit bleibt sie verschlossen. Bekannt wurde die Höhle durch das Vorkommen von Mirabilit, ein Mineral, das außerdem nur in einer Höhle Amerikas gefunden wurde.